# 제22회 한국대중음악상
제22회 한국대중음악상은 2025년 2월 27일 대한민국 서울특별시에서 개최된 한국대중음악상 선정위원회가 주최하고 문화체육관광부와 한국콘텐츠진흥원이 후원하는 음악 시상식이다.  2023년 12월 1일부터 2024년 11월 30일까지 대한민국에서 발매된 최고의 음악을 선정해 시상한다.
다른 국내 음악 시상식과는 다르게 한국대중음악상은 음반 판매량보다는 음악적 업적을 중시하며, 음악 평론가, 라디오 프로듀서, 학자, 기타 음악 산업 전문가로 구성된 한국대중음악상 선정위원회에서 수상자를 선정한다. 2025년 2월 6일 공식 홈페이지와 유튜브 채널을 통해 후보자 발표가 이루어졌다.
단편선 순간들이 6개 부문에 후보로 올라 가장 많은 후보에 올랐고, 걸그룹 에스파가 5개 부문에 후보로 올라 그 뒤를 이었다.

## 후보자와 수상자
수상자가 가장 먼저 나열되며 굵은 글씨로 강조 표시되며, 두 개의 단검 모양(‡)으로 표시됨.

### 종합분야
| 올해의 음반 - 단편선 순간들 – 음악만세 - aespa – Armageddon - 혁오 & Sunset Rollercoaster – AAA - 실리카겔 – Power Andre 99 - Sumin & 슬롬 – Miniseries 2 | 올해의 노래 - aespa – "Supernova" - 비비 – "밤양갱" - 단편선 순간들 – "독립" - Sumin & 슬롬 – "Why, Why, Why" - 로제 & 브루노 마스 – "Apt." |
| 올해의 음악인 - 이승윤 - Aespa - 단편선 순간들 - 로제 - 실리카겔                                                                                          | 올해의 신인 - 산만한시선 - 주혜린 - ILLIT - 최미루 - 삼산 - TWS                                                                             |

### 장르분야
| 최우수 케이팝 - 음반 - aespa – Armageddon - (여자)아이들 – 2 - 라이즈 – Riizing: Epilogue - TripleS – Assemble24 - 이브 – I Did                                                                                    | 최우수 케이팝 - 노래 - aespa – "Supernova" - ILLIT – "Magnetic" - 로제 & 브루노 마스 – "APT." - TripleS – "Girls Never Die" - TWS – "첫 만남은 계획대로 되지 않아"                                      |
| 최우수 팝 - 음반 - 존 박 – PSST! - 김윤아 – Tale of Sensuality - 옥상달빛 – 40 - Savina & Drones – Lasha - 선우정아 – Beyond                                                                                       | 최우수 팝 - 노래 - 비비 – "밤양갱" - 아이유 – "Love Wins All" - 이영지 – "Small Girl" (feat. 디오) - 옥상달빛 – "Diving" - 선우정아 – "Star Candy"                                                      |
| 최우수 록 - 음반 - 소음발광 – 불과 빛 - 김수철 – 김수철 45주년 기념 앨범 너는 어디에 - 이승윤 – 역성 - MONO4OLY – Ordinary Chaos - 서울부인 – Wrecking Havoc                                                       | Best Rock Song - 이승윤 – "역성" - 김수철 – "너는 어디에" - 단편선 순간들 – "독립" - 봉제인간 – "너의 뒤" - MONO4OLY – "Fake Empire"                                                                    |
| 최우수 모던록 - 음반 - 단편선 순간들 – 음악 만세 - 혁오 & Sunset Rollercoaster – AAA - 검은잎들 – 비행실 - 김뜻돌 – 천사 인터뷰 - 실리카겔 – POWER ANDRE 99                                                        | 최우수 모던록 - 노래 - 이승윤 – "폭포" - 단편선 순간들 – "오늘보다 더 기쁜 날은 남은 생에 많지 않을 것이다" - 한로로 – "ㅈㅣㅂ" - 혁오 & Sunset Rollercoaster – "Young Man" - 웨이브 투 어스 – "Annie." |
| 최우수 일렉트로닉 - 음반 - Net Gala – Galapaggot - 가잿발 – Texture Music: 2011 - 2020 - HWI– Humanly Possible - Hypnosis Therapy – Raw Survival - Various Artists – SCA2                                          | 최우수 일렉트로닉 - 노래 - Mount XLR – "Oving" - 해파리 – "시작된 밤" - HWI – "너의 전생" - Hypnosis Therapy – "Blaze" - Swimrabbit – "진화 Evolution" (feat. Hunjiya)                                  |
| 최우수 랩&힙합 - 음반 - 비프리 & Hukky Shibaseki – Free Hukky Shibaseki & the God Sun Symphony Group: Odyssey. 1 - EK – Escape - 가리온 – 가리온3 - 콰이 – Distorted - 오코예 – Whether the Weather Changes or Not | 최우수 랩&힙합 - 노래 - 지드래곤 – "Power" - 비프리 & Hukky Shibaseki – "INDO" - Fleeky Bang – "불 (火)" (featuring 창모) - 콰이 – "Pride" - QM – "입에총" (feat. 지코)                                 |
| 최우수 알앤비&소울 - 음반 - Sumin & 슬롬 – Miniseries 2 - BRWN – Monsoon - JINBO the SuperFreak, Hersh & PoPoMo – PoPoMo - 정인 & 마일드 비츠 – 정인 & 마일드 비츠 - Sole – Time Machine                           | 최우수 알앤비&소울 - 노래 - 정인 & 마일드 비츠 – "탓" - 주혜린 – "미친건가" - 존 박 – "꿈처럼" - Sole – "그럼에도 Love" - Sumin & 슬롬 – "왜, 왜, 왜"                                                   |
| 최우수 포크 - 음반 - 모허 – 만화경 - 강아솔 – 아무도 없는 곳에서, 모두가 있는 곳으로 - 김사월 – 디폴트 - 산만한시선 – 산만한시선 - 쓰다 – 사랑의 말을 가르쳐주세요                                                 | 최우수 포크 - 노래 - 강아솔 – "누구도 미워하지 않는" - 최미루 – "물수제비" - 모허 – "박수기정" - 산만한시선 – "노래가 되면 예쁠거야" - 쓰다 – "사랑의 말을 가르쳐주세요"                                |
| 최우수 메탈&하드코어 - 미역수염 – 2 - 피컨데이션 – Moribund - 홀리마운틴 – 홀리마운틴 The Holy Mountain - Materials Pound – 전구 - Sahon – Blood Shall Be Paid                                                     | 최우수 글로벌 컨템퍼러리 - 음반 - 반도 – 반도지형도 - 둘라밤 – 둘라밤 - 황민왕 – [장:단長短] (with 사토시 타케이시) - 김지혜 – 파도 - 리베로시스 – Re-mind - 누빔 – Crossroads (Live in Amsterdam)      |
| 최우수 재즈 - 보컬 음반 - 남예지 – 오래된 노래, 틈 - 조해인 – Sight Beyond Sight - 김민희 – Confessin’ - 김주환 – After Midnight: Still in the Moonlight - 나윤선 – Elles                                          | 최우수 재즈 - 연주 음반 - Jihye Lee Orchestra – Infinite Connections - 푸디토리움 – Prologue: Hope - 이선지 – Eternal - Teho – Pierrot le Fumeur - 윤석철트리오 – 나의 여름은 아직 안 끝났어            |

### 특별분야
- 공로상 – 이호준[6]